# Taytay (Palawan)
Taytay est une ville de 1re classe de la province de Palawan aux Philippines. Selon le recensement de 2015 elle compte 75 165 habitants.

## Barangays
Taytay est divisée en 31 barangays.
- Abongan
- Banbanan
- Bantulan
- Batas
- Bato
- Beton
- Busy Bees
- Calawag
- Casian
- Cataban
- Debangan
- Dipla
- Liminangcong
- Maytegued
- New Guinlo
- Old Guinlo
- Pamantolon
- Pancol
- Paly
- Poblacion
- Pularaquen
- San Jose
- Sandoval
- Silanga
- Alacalian
- Baras
- Libertad
- Minapla
- Talog
- Tumbod
- Paglaum

## Démographie
| Année | Habitants | Évolution |
| ----- | --------- | --------- |
| 1970  | 11 920    | -         |
| 1975  | 17 712    | 8,27 %    |
| 1980  | 22 980    | 5,34 %    |
| 1990  | 38 435    | 5,28 %    |
| 1995  | 47 095    | 3,88 %    |
| 2000  | 53 657    | 2,84 %    |
| 2007  | 61 991    | 2,01 %    |
| 2010  | 70 837    | 4,97 %    |
| 2015  | 75 165    | 1,14 %    |